# Port lotniczy Sui
Port lotniczy Sui (IATA: SUL, ICAO: OPSU) – port lotniczy położony w Sui, w prowincji Beludżystan, w Pakistanie.